# Heterocerus subantarcticus
Heterocerus subantarcticus là một loài bọ cánh cứng trong họ Heteroceridae. Loài này được Trémouilles miêu tả khoa học đầu tiên năm 1999.